# Xanthogramma citrofasciatum
Xanthogramma citrofasciatum là một loài ruồi trong họ Ruồi giả ong (Syrphidae). Loài này được De Geer mô tả khoa học đầu tiên năm 1776. Xanthogramma citrofasciatum phân bố ở vùng Cổ Bắc giới